# Porta di Santa Susanna
La Porta Santa Susanna, o Porta di Sant'Andrea, è una porta cittadina di Perugia. Situata in Via della Sposa, si fa risalire all'epoca tardomedievale.
Da questa porta iniziava la strada che portava verso il lago Trasimeno e la Toscana. Questa porta dava il nome ad uno dei cinque settori in cui si divideva il territorio perugino (in senso orario):
- Porta Santa Susanna
- Porta Sant'Angelo
- Porta Sole
- Porta San Pietro
- Porta Eburnea